# Club Sportif de Hammam-Lif
El CS Hammam-Lif (en árabe: النادي الرياضي لحمام الأنف‎, también conocido como CSHL) es un club de fútbol de Túnez de la ciudad de Hammam-Lif. Fue fundado en 1944 y se desempeña en la CLP-2.

## Palmarés

### Torneos nacionales
- Liga tunecina: 4

1952, 1954, 1955, 1956
- Copa presidente de Túnez: 9

1947, 1948, 1949, 1950, 1951, 1954, 1955, 1985, 2001
- CLP-2: 1

2018

## Participación en competiciones de la CAF
| Temporada | Torneo          | Ronda            | Club            | Casa | Visita | Global      |
| --------- | --------------- | ---------------- | --------------- | ---- | ------ | ----------- |
| 1986      | Recopa Africana | 2                | ASC Diaraf      | 1-0  | 1-2    | 2-2 (a)     |
| 1986      | Recopa Africana | Cuartos de final | Difaa El Jadida | 0-0  | 0-0    | 0-0 (4-3 p) |
| 1986      | Recopa Africana | Semifinales      | AS Sogara       | 0-0  | 0-2    | 0-2         |
| 2002      | Recopa Africana | 1                | Polisi SC       | 7-0  | 2-0    | 9-0         |
| 2002      | Recopa Africana | 2                | Al-Mourada SC   | 0-1  | 0-2    | 0-3         |